# Sainte-Honorine-des-Pertes
Sainte-Honorine-des-Pertes és un municipi francès situat al departament de Calvados i a la regió de Normandia. L'any 2007 tenia 571 habitants.

## Demografia

### Població
El 2007 la població de fet de Sainte-Honorine-des-Pertes era de 571 persones. Hi havia 212 famílies de les quals 48 eren unipersonals (16 homes vivint sols i 32 dones vivint soles), 60 parelles sense fills, 92 parelles amb fills i 12 famílies monoparentals amb fills.
La població ha evolucionat segons el següent gràfic:
Habitants censats

### Habitatges
El 2007 hi havia 349 habitatges, 213 eren l'habitatge principal de la família, 128 eren segones residències i 8 estaven desocupats. 330 eren cases i 4 eren apartaments. Dels 213 habitatges principals, 172 estaven ocupats pels seus propietaris, 34 estaven llogats i ocupats pels llogaters i 7 estaven cedits a títol gratuït; 1 tenia una cambra, 7 en tenien dues, 36 en tenien tres, 47 en tenien quatre i 122 en tenien cinc o més. 175 habitatges disposaven pel capbaix d'una plaça de pàrquing. A 97 habitatges hi havia un automòbil i a 100 n'hi havia dos o més.

### Piràmide de població
La piràmide de població per edats i sexe el 2009 era:
| Homes | Edats   | Dones |
| ----- | ------- | ----- |
| 0     | 95 o +  | 0     |
| 0     | 90 a 94 | 0     |
| 0     | 85 a 89 | 8     |
| 12    | 80 a 84 | 4     |
| 0     | 75 a 79 | 8     |
| 16    | 70 a 74 | 16    |
| 12    | 65 a 69 | 8     |
| 28    | 60 a 64 | 12    |
| 4     | 55 a 59 | 4     |
| 4     | 50 a 54 | 16    |
| 20    | 45 a 49 | 4     |
| 32    | 40 a 44 | 20    |
| 4     | 35 a 39 | 16    |
| 16    | 30 a 34 | 8     |
| 8     | 25 a 29 | 12    |
| 20    | 20 a 24 | 4     |
| 12    | 15 a 19 | 32    |
| 28    | 10 a 14 | 24    |
| 8     | 5 a 9   | 8     |
| 8     | 0 a 4   | 8     |

## Economia
El 2007 la població en edat de treballar era de 364 persones, 266 eren actives i 98 eren inactives. De les 266 persones actives 235 estaven ocupades (129 homes i 106 dones) i 31 estaven aturades (10 homes i 21 dones). De les 98 persones inactives 34 estaven jubilades, 28 estaven estudiant i 36 estaven classificades com a «altres inactius».

### Ingressos
El 2009 a Sainte-Honorine-des-Pertes hi havia 206 unitats fiscals que integraven 560 persones, la mediana anual d'ingressos fiscals per persona era de 16.672 €.

### Activitats econòmiques
Dels 19 establiments que hi havia el 2007, 1 era d'una empresa de fabricació d'altres productes industrials, 3 d'empreses de construcció, 2 d'empreses de comerç i reparació d'automòbils, 7 d'empreses d'hostatgeria i restauració, 1 d'una empresa immobiliària, 3 d'empreses de serveis, 1 d'una entitat de l'administració pública i 1 d'una empresa classificada com a «altres activitats de serveis».
Dels 6 establiments de servei als particulars que hi havia el 2009, 1 era un taller de reparació d'automòbils i de material agrícola, 1 guixaire pintor, 3 restaurants i 1 agència immobiliària.
L'any 2000 a Sainte-Honorine-des-Pertes hi havia 10 explotacions agrícoles que ocupaven un total de 210 hectàrees.

## Poblacions més properes
El següent diagrama mostra les poblacions més properes.